# Eberfing
Eberfing är en kommun i Landkreis Weilheim-Schongau i Regierungsbezirk Oberbayern i förbundslandet Bayern i Tyskland.
Kommunen ingår i kommunalförbundet Huglfing tillsammans med kommunerna Eglfing, Huglfing och Oberhausen.